# Физичко васпитање
Физичко васпитање је битна компонента васпитног процеса. У савременој педагошкој литератури налазе се различита објашњења физичког васпитања. Поједини аутори га називају здравственим васпитањем, а неки физичком културом. Та различитост је резултат различитог приступа појединих аутора.
Дефиниције физичког васпитања од стране појединих аутора
- укупност интенционалних утицаја на физички (телесни) развитак личности, (Баковљев, 1997),
- специфично васпитно подручје, које доприноси развоју човека у целини; физичко васпитање није само подстицање раста и развоја, развијање телесних способности и унапређење здравља, већ и зналачко коришћење система физичких вежби, игара и спортова, којима се утиче на целокупни развој човека, (Јовановић, 1998),
- физичко васпитање је систематски и организован процес стицања моторичких вештина, знања и способности, јачања здравља и развоја

психо-физичких снага и способности васпитаника, (Круљ, Качапор, Кулић, 2001),
- компонента која доприноси развијању физичких способности и очувању здравља, (Бранковић, Илић, 2003),
- при дефинисању физичког васпитања потребно је дефинисати и појмове: физички развој, физичка активност и физичка култура,
- у том контексту, физичко васпитање је облик физичке културе, а остварује се у институцијама система васпитања и образовања, од предшколских установа, преко основних и средњих школа, па до високошколских институција.

Физичко васпитање је повезано са интелектуалним, моралним, радним и естетским васпитањем.
Задаци физичког васпитања
Разлике у дефинисању физичког васпитања, допринеле су и различитом постављању задатака физичког васпитања од стране појединих аутора:
Задаци физичког васпитања према Баковљев, М. , (1997):
1. потпомагање нормалног развоја организма,
2. јачање здравља,
3. снажење и челичење организма,
4. оспособљавање за разноврсну покретљивост,
5. стварање хигијенских навика,
6. обезбеђивање активног одмора.

Задаци према Јовановић, Б.,(1998):
1. здравствено-хигијенски задаци,
2. образовни задаци,
3. васпитни задаци,
4. рекреативни задаци.

Фактори реализације физичког васпитања:
1. породица
2. предшколска установа
3. школа
4. спортска друштва
5. организације за физичку културу
6. клубови и организације
7. средства масовног информисања (комуникације)

Облици реализације физичког васпитања: летовања, зимовања, логоровања, планинарења, настава у природи, спортске и рекреативне активности и др.

## Принципи, методе и средства физичког васпитања
Принципи: (према: Бранковић, Илић, 2003):
1. свесности и активности
2. очигледности
3. поступности и систематичности
4. индивидуализације
5. трајности

Методе: (према Бранковић, Илић, 2003):
1. метода живе речи, објашњавања
2. метода показивања
3. метода илустрације
4. практичног вежбања
5. спортског тренинга
6. такмичарски метод

Средства: (према Бранковић, Илић, 2003):
1. гимнастичке вежбе
2. спортске активности
3. спортске игре

## Физички развој и физичко васпитање деце предшколског и млађег школског узраста
- онтогенеза је индивидуални развој живог бића, од оплођене јајне ћелије (ембриона), до потпуног развоја и све до свршетка живота;
- онтогенетски развој назива се још и физички (телесни) развој и он је под утицајем како генетских (наследних), тако и срединских фактора.

Раст је квантитативно повећање величине тела (висине, тежине), а Развој је квалитативна промена у грађи појединих органа и ткива -функционално сазревање органа (мозга, јетре, бубрега, ткива...). Раст и развој не иду увек упоредо, јер постоје периоди у којима дете брже расте, а функционално спорије сазрева, и обрнуто. Раст и развој зависе од унутрашњих (ендогених) фактора: наслеђе, рад жлезда са унутрашњим лучењем, пол... и од спољашњих (егзогених) фактора: географске и климатске прилике, годишње доба, услови живота, исхрана, моторичка активност, болести повреде тј. од утицаја средине. Развој детета – појам, којим се означавају све континуиране, квантитативне и квалитативне промене у структурама и функцијама организма, а које су повезане са сазревањем (растом, зрењем и старењем) и учењем. У складу са тим Развој може бити:
1. Физички – повећање висине, тежине, мишићне масе, спретности, брзине...
2. Психички – квалитативне промене у сазнајним, вољним и емоционалним процесима и психичким квалитетима личности,
3. Социјални – огледа се у променама у друштвеном понашању детета;

Социјализација је процес од великог значаја за социјални развој детета, како би се оно развило у људску јединку и успешно укључило у друштвену заједницу.

## Физички развој и васпитање деце раног и предшколског доба
Рано детињство је, по већини аутора период од навршене 1. године живота, до 6/7. године, тј. до поласка детета у школу.
Већина аутора овај период дели на:
- рано детињство – од 1. до 3. године и
- предшколско дете – од 3. до 6/7. године.

Физички (телесни) развој деце раног доба (од 1. до 3. године):
Физички (телесни, анатомско-физиолошки) развој детета зависи од: наслеђа, средине и активности детета. На развој, исто тако, утичу : исхрана, наследне болести, емоционална клима у породици и сл. На овом узрасту, дечје кости су мале, хрскавичаве и меке, а у току развоја окоштавају и коштано ткиво постаје гушће. Мишићи су кратки, меки и слаби, да би у току развоја постали дужи, чвршћи и снажнији. Глава детета убрзано расте, а максимум достиже око 9. године живота детета. Труп, ноге и руке нагло расту у овом периоду, па дете до краја 3. године је већ сигурније у кретању(ходању) и спретније у хватању.Нервни систем се нагло развија до 6. године, а после тог периода, развој је спорији.Мозак детета од 6. година има око 90% своје коначне тежине и размере, а од 9-10- године достиже размере као код одраслог човека. Срце је сразмерно мало, у почетку тешко свега 25г, а после пете године достиже петоструку тежину. Дисање се нормализује већ у 2. години, а од 7. године настаје комбиновани прсни и трбушни тип дисања.
Физички (телесни) развој деце предшколског доба (од 3. до 6/7. године)
У овом периоду дете се и даље физички развија, добија све више на висини и тежини. До краја овог периода, дете се само креће, само
једе, само се облачи, има контролу пражњења (до 4. године уз помоћ одраслих, а до 6. године обавља све потпуно само). До краја овог периода, дете постепено све мање спава (10-11 сати спава седмогодишње дете), али доста сања; снови су углавном пријатни, али могу бити и за дете непријатни. У овом периоду, најчешће обољевају дисајни органи деце: грло и плућа, а чешћа су и стомачна обољења, заразне болести (богиње, заушци...). Ноћно мокрење (енуреза) јавља се само код оне деце (после 3. године) која имају органске сметње (болести бешике, нпр.) или психичке проблеме (страх, љубомора...). Утврђено је да дечаци мање оболевају од девојчица. Слух и вид су изузетно важни за дечји развој па је неопходно проверити да ли дете има некаквих сметњи у вези са функционисањем органа чула слуха и вида.

## Физички развој и васпитање деце млађег основношколског доба
Средње детињство (од 6/7. год. до 10/11. год.)
Средње детињство обухвата период од од првог до четвртог разреда основне школе.
Телесни развој
Висина деце:
- дете од 7 година просечно је високо 127-130 цм,
- дечаци су у просеку само у 7. години виши од девојчица, док у 8. и 9. години просечно су изједначени са девојчицама, а од 10. године

девојчице су више од дечака;
Тежина деце:
- дете од 7. година у просеку је тешко 20-22 кг,
- дете од 10 година у просеку је тешко 26-27 кг,
- девојчице су до 10. године лакше од дечака, а након тога, нагло постају теже од дечака,
- у овом периоду деца постају физички све снажнија,
- кости постају све крупније, али процес окоштавања још траје,
- кичма постаје јача и грудни кош се даље развија,
- честе су деформације скелета услед неправилног држања тела и ходања,
- мишићна маса постаје наглашенија, а мишићи се издужују,
- млечни зуби испадају и расту стални зуби,
- екстремитети се издужују,
- разлике међу половима почињу да се формирају и уочавају у телесним облицима.

Развој унутрашњих органа:
- тежина мозга достиже тежину као и код одраслог човека,
- нервни систем, у целини, мање је развијен него код одраслих,
- жлезде са унутрашњим лучењем имају велику улогу у овом периоду,
- хормони хипофизе изазивају брзо рашћење, а хормони полних жлезда стварају на деци постепено секундарне полне одлике,
- срце расте спорије и рад срца још није устаљен, што се види у промени крвног притиска,
- јетра се повећава,
- бубрези раде брже него у одраслог човека,
- дисање је плитко и брзо, јер грудни кош још није довољно развијен.

## Профил наставника физичког васпитања
Важан утицај на ученике у школском раду, а самим тим и у настави физичког васпитања, има наставник. Од начина на који ради и знања којима влада умногоме зависи успешност његових ученика.
Променама друштвених циљева и потреба мењали су се захтеви наставе, тако и улога наставника, мењају се квалификативи и референце које условљавају његову подобност за обављање наставничког позива. У савременој настави пред наставником је низ разноврсних обавеза које су знатно превазишле традиционалну наставу, усмерава се на организацију самог наставног процеса, али и на формирање целокупне ученикове личности.
Како би се обавезе заиста оствариле од наставника се очекује да буде:
- стручњак у својој области;
- педагог, васпитач;
- друштвени радник.

Мора да има довољно стеченог знања из основних природних и друштвених наука и знање за њихову примену у настави физичког образовања; знања из области вежбања, укључујући и непосредно вежбање. Трећу групу знања чине општа знања од интереса за шири педагошки и уже стручни рад, ту се убрајају познавање просветних институција, система образовања, психолошких знања и препознавање психо-социјалних особености ученика и друштвено-економских односа. Важна група знања су из подручја дидактике и методике. Оно што се сматра најбитнијом карактеристиком наставника је способност пласирања знања ка ученицима.
Искусан наставник зна да се не сме ослањати само на претходно научено, већ да мора стално да се усавршава и прати нова постигнућа у области образовања и наставе, да стиче нова искуства, проширује и продубљује своја знања.
Поред знања која поседује од изузетне је важности и сама личност наставника. За позитивне особине узимају се одмереност, успешност у обављању радних и животних задатака, праведност, стрпљивост, поверење, искреност и др.
Спремност ученика да прихвати знања зависи понајвише од ауторитета наставника, од тога колико је поштен и вољен међу ученицима. Наставник који је у стању да своја потенцијална знања и умећа на најефикаснији начин користи у решавању конкретних задатака. Осим тога, ученици посебно цене наставника који је спреман да свима са подједнаком пажњом помогне у раду, наставника који је објективан и непристрасан, доследан и принципијелан, који уме да подстакне и подржи њихове напоре.